# Der König von Kreuzberg
Der König von Kreuzberg ist eine deutsche Filmkomödie von 1991 von und mit Matthias Drawe. Die Hauptrolle spielt Rashit Tunçay.

## Handlung
Ein junger Türke aus Kreuzberg (Rashit Tunçay), glaubt, dass er durch bloße Konzentration vom Boden abheben kann. Einmal gelingt es ihm kurz in einem öffentlichen Park, doch leider hat es niemand gesehen. Er versucht er es immer wieder, auch in den unpassendsten Situationen. In seiner Startposition steht er auf einem Bein und hat die Arme weit ausgestreckt. Diese merkwürdige Pose fällt auf, und die Leute im Viertel fangen an, ihn spöttisch „König von Kreuzberg“ zu nennen. Da er alles stehen und liegen lässt und sogar den Liebesakt unterbricht, wenn er ein, „Zeichen von oben“ bekommt wirft seine Freundin ihn schließlich raus.
Der König schläft nun auf einer Parkbank, seine spärlichen Habseligkeiten in einem Koffer. Dennoch gibt er nicht auf. Er braucht nur einen filmischen Beweis, und wenn die Nachrichten plötzlich über ihn berichten, dann wird er auch seine Freundin wiedergewinnen. Doch ein erneutes Abheben will ihm einfach nicht gelingen. Der König hält sich – im Team mit seinem besten Kumpel (Matthias Drawe) – mit kleinen Gaunereien über Wasser. Unter anderem operieren sie mit einer „magischen Bankkarte“ und versuchen durch Insidertipps, beim Pferderennen zu gewinnen, leider mit mäßigem Erfolg. Außerdem ist ihnen die Polizei auf den Fersen.
Da er auch das „Zeichen von oben“ nicht mehr bekommt, schwört R. seinen besonderen Kräften ab und kehrt ins bürgerliche Leben zurück. Er bekommt einen festen Job auf dem Gemüsemarkt, versöhnt sich mit seiner Freundin und heiratet sie. Doch am Morgen nach der Hochzeit ist das Zeichen wieder da – stärker als je zuvor. R. stürmt ins Freie und nimmt seine Startposition ein.

## Hintergrund
Der König von Kreuzberg ist der zweite Teil der Muavin-Trilogie (Muavin: Türkisch für „Assistent“ oder, im übertragenden Sinne, „Mädchen für alles“). Alle drei Filme wurden mit einfachen Mitteln auf Schwarzweiß gedreht und haben Rashit Tunçay und Matthias Drawe als Darsteller. Die Trilogie wird durch Die Kunst, ein Mann zu sein und Der Elfenbeinturm komplettiert.

## Produktion und Veröffentlichung
Das Drehbuch schrieb der Regisseur Matthias Drawe, der auch eine der Nebenrollen übernahm. Der Soundtrack wurde vom damals noch unbekannten Film- und Bühnenkomponisten Jan Tilman Schade zusammen mit Rainer Vierkötter komponiert. Schade hat unter anderem Musik für die Kriminalfilm-Reihe Tatort geschrieben sowie für Produktionen der Theaterregisseure Hans Neuenfels und Peter Carp. Thorsten Schneider, für den Der König von Kreuzberg das Debüt als Kameramann war, drehte den Film in Schwarzweiß im Format 16 mm.
Filmpremiere war 1991 beim Max Ophüls Festival in Saarbrücken. Im selben Jahr wurde der Film auf dem International Film Festival Rotterdam gezeigt.

## Kritiken
Das Stadtmagazin Zitty nennt den Film „Eine Schwarzweiß-Großstadt-Saga von den durchgedrehten Alltagsmenschen in Berlin“. Der Tagesspiegel schreibt: „Ein Underground-Film mit Kaurismäkischem Witz und Truffautscher Beobachtungsgabe.“De Filmkrant aus Amsterdam bemerkt zum surrealen Element der Handlung „… vermutlich handelt es sich hier um eine Metapher.“ Das Stadtmagazin Prinz aus Berlin nennt den Film „Ein Alltagsmärchen fast ohne Geld gedreht – in Kreuzberg bekommt die Seele Flügel“.

## Auszeichnungen
Der König von Kreuzberg war 1991 beim Max Ophüls Filmfestival für den Max Ophüls Preis nominiert.